# 스쿠올-타라스프역
스쿠올-타라스프역(Scuol-Tarasp)은 베버-스쿠올-타라스프 철도의 북쪽 종점이다. 이 역은 하부 엥가딘의 해발 1,287m에 있는 스쿠올 마을의 서쪽 가장자리에 위치해 있다.  역 이름은 이웃 마을인 스쿠올(Scuol)과 작은 마을 타라스프(Tarasp)의 이름을 따서 명명되었다.
스쿠올-타라스프역은 2009년에 완전히 재건, 개조되었다. 그 이후로 포스트버스 정류장이 역 건물의 오른쪽에 위치했다. 이것은 하부 엥가딘에서 포스트버스 노선의 출발점이다. 또한 플랫폼 선로 1을 막다른 선로로, 선로 2를 통과 선로로 하여 섬 승강장을 건설했다. 이를 통해 지상에서 기차와 플랫폼에 직접 접근할 수 있다. 플랫폼 1은 승객 서비스에 사용되는 유일한 플랫폼이다. 마찬가지로 화물 취급 시설도 새롭게 재건되었다.
스쿠올-타라스프는 스쿠올-타라스프-체르네츠(Zernez)-사메단-폰트레시나 지역 서비스와 스쿠올-타라스프-란트콰르트-쿠어-디젠티스 레기오익스프레스 서비스의 종점 또는 출발점이며, 둘 다 매시간 운행된다. 프탄(Ftan), 타라스프(Tarasp), 잠나운(Samnaun), 마르티나(Martina), 젠트(Sent), S-charl 및 발 지네슈트라(Val Sinestra)로 가는 정기 버스 노선은 역에서 출발한다. 또한 지역 스쿨버스가 역에 정차한다. 모타 날룬스(Motta Naluns)로 가는 케이블카는 역 옆에서 시작된다. 매주 최대 5대의 화물 열차가 란트콰르트에서 스쿠올-타라스프까지 운행된다. 기름, 우편물, 시멘트와 쓰레기는 역에서 취급하는 주요 화물이다.

## 운행편
다음 서비스는 스쿠올-타라스프에서 정차한다:
- 레기오익스프레스 : 디젠티스/무쉬테까지 매시간 운행.
- 레기오 : 폰트레시나까지 매시간 운행.